# Desa Lengkong (administrativ by i Indonesien, Jawa Timur, lat -8,25, long 113,70)
Desa Lengkong är en administrativ by i Indonesien.   Den ligger i provinsen Jawa Timur, i den sydvästra delen av landet, 800 km öster om huvudstaden Jakarta.